# 3464 Owensby
3464 Owensby este un asteroid din centura principală, descoperit pe 16 ianuarie 1983 de Edward Bowell.